# Steve Jones (Radsportler)
Stephen „Steve“ Jones (* 4. Dezember 1957 in Birmingham) ist ein ehemaliger britischer Radrennfahrer.

## Sportliche Laufbahn
Jones war Straßenradsportler und Teilnehmer der Olympischen Sommerspiele in Moskau. Im Mannschaftszeitfahren wurde er mit Des Fretwell, Joe Waugh und Bob Downs auf dem 9. Rang klassiert.
1975 wurde er britischer Meister im Einzelzeitfahren der Junioren. Er gewann zahlreiche britische Eintagesrennen, Kriterien und Etappen kleinerer Rundfahrten. International trat er 1979 mit dem 4. Platz im Zeitfahren Grand Prix de France hervor, das von Hans-Henrik Ørsted gewonnen wurde. In der Trofeo Baracchi 1981 wurde er mit Dave Akam Zweiter im Wettbewerb der Amateure. 1988 gewann er eine Etappe der Tour of Wales. 
1982 wurde er Berufsfahrer im belgischen Radsportteam Wickes Bouwmarkt-Splendor, in dem Claude Criquielion Kapitän war. Er blieb bis 1992 als Profi aktiv.